# Miljardid
Miljardid è un gruppo musicale estone formatosi nel 2015. È costituito dal cantante Marten Kuningas e dai musicisti Raul Ojamaa, Peedu Kass e Kristjan Kallas.

## Storia del gruppo
Fondatosi a Tallinn, si sono fatti conoscere dal grande pubblico nel 2017 dopo aver firmato un contratto con la divisione baltica dell'Universal. Attraverso determinata etichetta è stato pubblicato il primo album in studio Kunagi läänes, che ha raggiunto la 2ª posizione della Eesti Tipp-40 e che è stato il 21º più venduto a livello nazionale nel corso dell'anno successivo. Il successo riscontrato dal disco ha permesso al gruppo di trionfare in tre categorie su cinque agli Eesti Muusikaauhinnad, il principale riconoscimento musicale estone.
Sempre nel 2018 hanno preso parte all'Eesti Laul, il processo di selezione eurovisiva estone, presentando Pseudoprobleem, dove tuttavia non si sono qualificati per la finale.
Due anni dopo hanno ottenuto un'ulteriore candidatura all'EMA grazie all'uscita del primo EP Imeline. Nel 2020 è uscito il secondo album Ma luban, et ma muutun, che nell'ambito della medesima cerimonia di premiazione ha vinto come album rock dell'anno, conseguendo diverse nomination.

## Formazione
- Marten Kuningas – voce
- Raul Ojamaa – chitarra
- Peedu Kass – basso
- Kristjan Kallas – batteria

## Discografia

### Album in studio
- 2017 – Kunagi läänes
- 2020 – Ma luban, et ma muutun

### EP
- 2019 – Imeline

### Singoli
- 2015 – Mister Please
- 2016 – Allan
- 2017 – Olenid
- 2017 – Vilkuvad kollased
- 2020 – Ma luban, et ma muutun
- 2020 – Savi
- 2022 – Külm
- 2025 – Bumerang